# القعرة (ليبيا)
القعرة
هي قرية ليبية تقع إلى الشرق من طبرق بنحو 30 كيلومتر وهي تابعة إداريا لبلدية طبرق.
يوجد بالقعرة عدة مراكز انتخابية في عدة مدارس. 
تشتهر القعرة بالزراعة البعلية حيث يتم زراعة البطيخ. على نطاق واسع ليتم تسويقه في القرى والمدن المجاورة.
المنطقة شهدت تطورا ملحوظا الفترة الماضية حيث تم رصف عدة طرق وإنشاء عدة مؤسسات حكومية.
الجدير بالذكر أنه لا تزال هناك اعداد كبيرة من الألغام التي زرعت أثناء الحرب العالمية الثانية في مناطق متفرقة من المنطقة.